# Takao Kawaguchi
Takao Kawaguchi, född den 13 april 1950 i Hiroshima, Japan, är en japansk judoutövare.
Han tog OS-guld i herrarnas lättvikt vid de olympiska judotävlingarna 1972 i München.